# Eilema sororcula
Espèce
Le Manteau jaune (Eilema sororcula) est une espèce de lépidoptères (papillons) de la famille des Erebidae et de la sous-famille des Arctiinae.
On la trouve en Europe, en Anatolie et en Extrême-Orient.
Le papillon a une envergure de 27 à 30 mm. Il vole d'avril à juin selon les endroits, en une génération.
La chenille se nourrit sur des lichens.